# Eleições presidenciais irlandesas de 2004

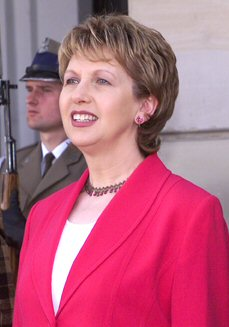
Mary McAleese

As eleições presidenciais irlandesas de 2004 foram realizadas em 22 de outubro de 2004. No entanto, as candidaturas encerraram ao meio-dia, em 1 de outubro e a presidente, Mary McAleese, auto-nomeou-se em conformidade com as disposições da Constituição, sendo a única pessoa nomeada. Assim, ela foi reeleita para um segundo período de sete anos de mandato sem a necessidade de realizar uma eleição. Esta é a terceira vez que um presidente foi reeleito por unanimidade, após Seán T. O'Kelly em 1952 e Patrick Hillery em 1983. Mary McAleese tomou posse em 11 de novembro de 2004.